# Lucas 2

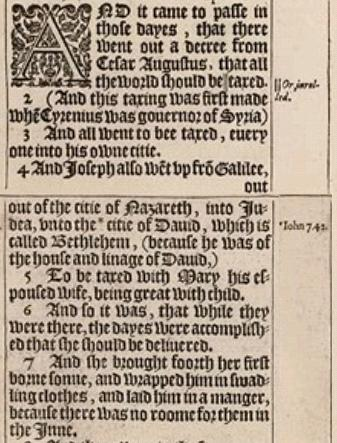
Cyrenius Parenthetical, King James edition

Lucas 2 es el segundo capítulo del Evangelio de Lucas del Nuevo Testamento, tradicionalmente atribuido a Lucas Evangelista, compañero de Pablo Apóstol en sus viajes misioneros. Contiene un relato del nacimiento de Jesús en Belén, «su anuncio y celebración», su presentación en el Templo de Jerusalén, y un incidente de su infancia. Los Versículos 1-14 suelen leerse durante los servicios de culto del Día de Navidad..

## Texto
El texto original fue escrito en griego koiné. Este capítulo se divide en 52 Versículos.

### Testigos textuales
Algunos manuscritos antiguos que contienen el texto de este capítulo son:
- Papiro 4 (150-175 d. C.; Versículos existentes: 1; 6-7)[4]
- Codex Vaticanus (325-350 d. C.; completo)
- Codex Sinaiticus (330-360; completo)
- Codex Bezae (~400; completo)
- Codex Washingtonianus (~400; completo)
- Codex Alexandrinus (400-440; completo)
- Codex Ephraemi Rescriptus (~450; existen los Versículos 1-4, 43-52)

## Texto bíblico

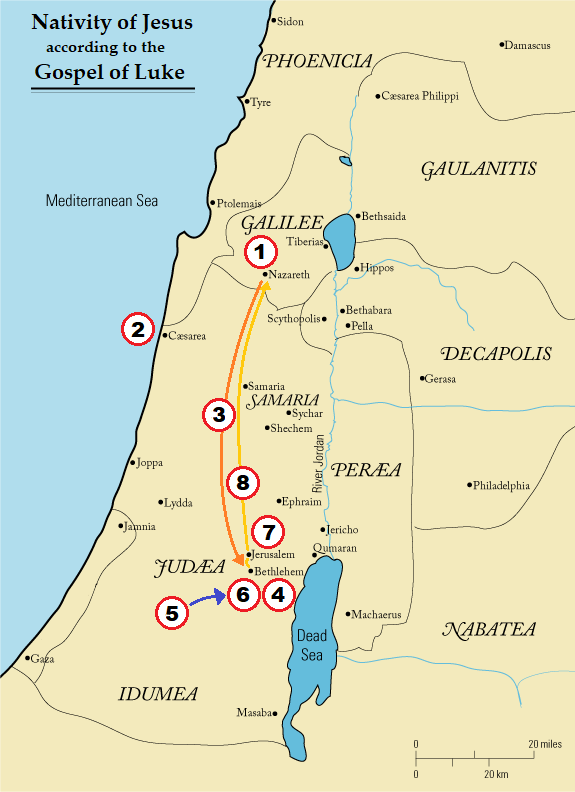
Mapa de los acontecimientos de la narración de la Natividad de Jesús que se encuentra en el Evangelio según Lucas.
Leyenda: 1. Anunciación a María en Nazaret.
2. Censo de Quirino (realizado históricamente por el prefecto de Judea desde Caesarea).
3. José y María viajan de Nazaret a Belén
4. Nacimiento de Jesús en Belén
5. Anunciación a los pastores («cerca» de Belén,)
6. Adoración de los pastores en Belén
7. Presentación de Jesús en el Templo en Jerusalén
8. José, María y Jesús regresan a casa en Nazaret

## Nacimiento de Jesús (2:1-7)

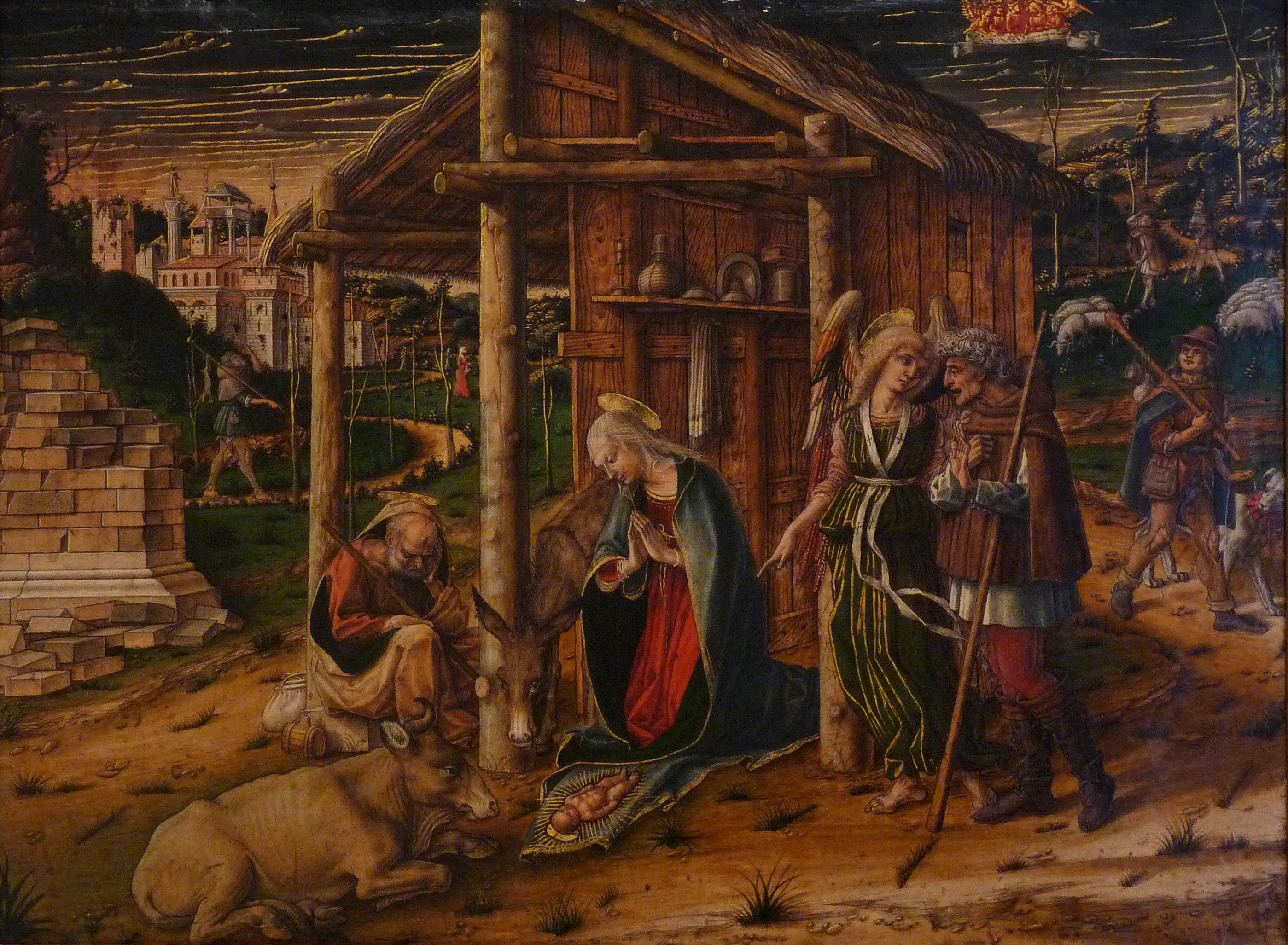
Adoración de los pastores, por Carlo Crivelli (1490, Musée des Beaux-Arts de Strasbourg)

Según el Evangelio de Lucas, César Augusto ordenó realizar un censo de todo el Imperio Romano. todo el Imperio Romano", durante (o posiblemente “”antes“”) la gobernación de Quirino (o “Cirenio”) en Siria, y ésta es la razón de que José y María, que vivían en Nazaret, estuvieran en Belén, lugar de nacimiento del rey David, cuando nació Jesús. Muchas traducciones inglesas de la Biblia sugieren que el propósito del censo era que todos fueran censados, pero la Versión King James y otras afirman que todos debían ser gravados con un tributo. La Biblia Expandida sugiere que el registro fue compilado para la tributación. La exactitud de este relato del momento del nacimiento de Jesús ha sido discutida por muchos eruditos modernos. Quirino no fue gobernador de Siria hasta 6-7 EC. La sugerencia de que el censo, por tanto, tuvo lugar antes de la gobernación de Quirino la hace el biblista John Nolland como forma de resolver una dificultad histórica sobre el momento del nacimiento de Jesús en relación con este censo. El teólogo Jesuita Joseph Fitzmyer, sin embargo, argumenta que esta no es una lectura natural del griego y «tiene algo del aire de la desesperación»..

### Versículo 2
Y este tributo se hizo por primera vez cuando Cirenio era gobernador de Siria
Esta frase aparece entre corchetes como explicación parentética en la Versión King James.

### Versículo 3
Así que todos se fueron a empadronar, cada uno [se fue] a su ciudad:
La mayoría de los textos se refieren a los suyos πολιν (polin, «ciudad»), mientras que el Codex Bezae se refiere a su propia πατρίδα (patrida) o «patria»..

### Versículo 5
[José fue...] a empadronarse con María, su prometida, que estaba encinta.
Aunque una lectura de Lucas 1:32 sugiere que María podría haber sido ella misma «nacida del linaje de David», y Belén sería también, por tanto, «su propia ciudad», parece que el sentido del evangelista es que viajó a Belén para acompañar a su marido marido. Según la narración de Lucas 1, María había viajado desde Nazaret a una ciudad de la región montañosa de Judá, posiblemente Hebrón, sin fuente, para visitar a su prima Isabel, y luego regresó a Nazaret, después viajó de nuevo con José desde Nazaret a Belén.

### Versículo 7
Y dio a luz a su hijo primogénito, y lo envolvió en pañales, y lo acostó en un pesebre, porque no había lugar para ellos en el mesón.
- «Ropa de pañales» se refiere a «tiras de lino que se envolverían alrededor de los brazos y las piernas de un bebé para mantener las extremidades protegidas»..[18]
- «Pesebre»: o «comedero de animales».[19][20]
- «La posada»: traducido de la palabra griega κατάλυμα, kataluma, que puede significar «habitación de huéspedes».[21][22] En la Septuaginta griega y en los textos del Nuevo Testamento puede referirse a una variedad de lugares de alojamiento.[21] José y María planearían alojarse con parientes en Belén, pero las «habitaciones de huéspedes» de las casas se habrían llenado más allá de su capacidad con todos los demás parientes que tuvieron que viajar a Belén para el censo; Belén no era grande y simplemente no había otro lugar donde alojarse.[21]

### Comentarios
El Evangelio presenta el nacimiento de Jesús de manera sucinta, destacando dos aspectos clave: el lugar de nacimiento, Belén, y las condiciones de pobreza y desamparo que lo rodearon. Estos detalles no son casuales, sino que forman parte del mensaje divino. Dios utiliza los eventos de la historia humana para cumplir sus propósitos y, a través de estos gestos, ofrece enseñanzas.

¿Hay algo que pueda declarar más inequívocamente su misericordia, que el hecho de haber aceptado la misma miseria? ¿Puede haber algo más rebosante de piedad que el que la Palabra de Dios se haya hecho tan poca cosa por nosotros? (…) Que deduzcan de aquí los hombres lo grande que es el cuidado que Dios tiene de ellos; que se enteren de lo que Dios piensa y siente por ellos.

Los documentos extrabíblicos solo mencionan un censo general durante la época de Quirino, alrededor del año 6 d. C., unos diez o doce años después del nacimiento de Jesús. Sin embargo, es posible que se hayan realizado otros censos generales, así como censos locales. Es probable que la familia de Jesús se dirigiera a Belén debido a uno de estos censos, y que Lucas no tuviera información suficiente para ser más específico. El objetivo del evangelista es claro: quería situar el nacimiento de Jesús en el contexto de la historia universal. En ausencia de una era común como la nuestra, Lucas menciona a Quirino, gobernador de Siria, y el edicto de César Augusto, quien reinó del 27 a. C. al 14 d. C. Esta referencia también sugiere una paradoja: aunque César se presentó como el salvador de la humanidad y su época es conocida como el siglo de Augusto debido a su promoción de las artes, el verdadero salvador, como dice el ángel, es Jesús. Su nacimiento marca el inicio de una nueva era, en la que se cuentan los años y siglos. Este es el significado que la exégesis cristiana primitiva ya había reconocido.

«Registrado con todos, podía santificar a todos; inscrito en el censo con toda la tierra, a la tierra ofrecía la comunión consigo; y después de esta declaración inscribía a todos los hombres de la tierra en el libro de los vivos, de modo que cuantos hubieran creído en Él, fueran luego registrados en el cielo con los Santos de Aquel a quien se debe la gloria y el poder por los siglos de los siglos.

En la frase «Dio a luz a su hijo primogénito» del versículo 7,hay que tener en cuenta que La Biblia —como otros documentos del antiguo Oriente— suele llamar «primogénito» al primer varón que nace, sea o no seguido de otros hermanos:

«Puesto que la ley sobre los primogénitos incluye también a aquel al que no siguen otros hermanos, resulta que el nombre de primogénito se refiere a cualquiera que abre el seno materno y antes del cual no ha nacido ninguno, no sólo a aquél al que le sigue un hermano después».

La Iglesia enseñó desde sus comienzos la verdad de fe de la virginidad perpetua, antes, durante y después del parto, de María y algunos Padres de la Iglesia la ampliaron también a José (padre de Jesús)

Tú dices que María no permanecía virgen, yo digo más: que también el mismo José fue virgen por María para que el hijo virginal fuera engendrado en un matrimonio virginal. (…) Si él era para María, considerada por la gente como su esposa, más un protector que un cónyuge, entonces no queda sino concluir que quien fue considerado digno de ser llamado padre del Señor, haya vivido virginalmente con María.

Las palabras «Porque no había lugar para ellos en el aposento» del versículo 7 se interpretan de la siguiente manera: Además, en la pobreza del establo conocemos la inmensidad del misterio de la Encarnación y el humilde contexto en que Jesús, el Hijo de Dios, vino al mundo. El uso del término "katályma" por Lucas puede implicar que, aunque había una opción para una habitación más adecuada, la elección del establo subraya la humildad y simplicidad del nacimiento de Jesús. Esto también refleja el mensaje central del Evangelio sobre la importancia de la humildad y el desprendimiento de las riquezas y comodidades mundanas. El hecho de que Jesús naciera en un establo, rodeado de animales y en un ambiente de pobreza, resalta la paradoja del «Rey de Reyes» naciendo en circunstancias tan humildes. Esta situación nos invita a reflexionar sobre los valores del Reino de Dios, que no se basan en el poder y la riqueza, sino en la humildad, la sencillez y la cercanía a los más pobres y marginados.
La referencia a la "katályma" en el contexto de la Última Cena también añade una capa adicional de significado. En la Última Cena, Jesús compartió el pan y el vino con sus discípulos, instituyendo la Eucaristía y mostrando la máxima expresión de amor y servicio al entregar su vida por la humanidad. Al conectar estos dos eventos, el nacimiento y la última cena, se subraya la continuidad de la misión de Jesús: desde su humilde nacimiento hasta su sacrificio final, su vida es un testimonio de amor, servicio y redención.
En resumen, el uso de "katályma" por San Lucas no solo describe el lugar físico del nacimiento de Jesús, sino que también nos invita a comprender y meditar sobre la profundidad del misterio de la Encarnación y los valores que Jesús vino a enseñar: la gracia de nuestro Señor Jesucristo, que, siendo rico, se hizo pobre por vosotros, para que vosotros seáis ricos por su pobreza.
También Clara de Asís comentaba esta pobreza de Jesús de la siguiente manera:

«Atiende (…) a la pobreza de aquel que fue puesto en un pesebre y envuelto en pañales. ¡Oh admirable humildad, oh pasmosa pobreza! El Rey de los ángeles, el Señor del cielo y de la tierra es reclinado en un pesebre. (…) Considera la humildad, al menos la dichosa pobreza, los innumerables trabajos y penalidades que sufrió por la redención del género humano».

Esta humildad no es únicamente un ejemplo para los hombres, sino don de Dios que se abaja haciéndose cercano a los propios hombres. Josemaría Escrivá locomenta como sigue:

Dios se humilla para que podamos acercarnos a Él, para que podamos corresponder a su amor con nuestro amor, para que nuestra libertad se rinda no sólo ante el espectáculo de su poder, sino ante la maravilla de su humildad. Grandeza de un Niño que es Dios: su Padre es el Dios que ha hecho los cielos y la tierra, y Él está ahí, en un pesebre, quia non erat eis locus in diversorio (Lc 2,7), porque no había otro sitio en la tierra para el dueño de todo lo creado.

## Los ángeles y los pastores (2:8-20)
A continuación, Lucas habla de unos pastores que trabajaban en las cercanías y reciben la visita de un ángel que les comunica que en Belén, la «...ciudad del rey David, había nacido un salvador que es Cristo el Señor».

### Versículo 10
Entonces el ángel les dijo: «No temáis, porque he aquí os doy nuevas de gran gozo, que será para todo el pueblo»

### Versículo 11
«Porque os ha nacido hoy, en la ciudad de David, un Salvador, que es Cristo el Señor.»
«Aparece una multitud del ejército celestial», alabando a Dios y diciendo «Gloria a Dios en las alturas, y en la tierra paz...». Hay cierta discusión sobre la parte final de la frase siendo las interpretaciones modernas más usuales «... y buena voluntad a los hombres», «... hacia los hombres de buena voluntad» o «.. a los que él favorece». La American Standard Version, por ejemplo, tiene «...entre los hombres en quienes se complace», que corresponde a la tercera lectura. El verso es la parte inicial de la Gran Doxología, y como tal es importante en los principales ritos de la Iglesia cristiana.
Los ángeles regresan al cielo y los pastores entran en Belén para véase por sí mismos y encuentran a José y María y al niño Jesús. Luego «...difunden la palabra...» sobre los ángeles y Jesús, y vuelven a sus rebaños. Generalmente se considera significativo que este mensaje se diera a los pastores, situados en los peldaños más bajos de la escala social en la Palestina del siglo I. En contraste con los personajes más poderosos mencionados en la Natividad, como el emperador Augusto, parecen reflejar las palabras de la María en el Magnificat: «Ha derribado a los poderosos de sus tronos y ha exaltado a los de condición humilde» La frase «paz a los hombres sobre quienes recae su favor» se ha interpretado tanto como expresión de una restricción a un grupo particular de personas que Dios ha elegido, como inclusivamente, como Dios mostrando su favor al mundo.
Lucas no menciona la visita de los Magos, la matanza de los Inocentes, ni la huida de la familia de Jesús al Egipto, que se encuentran en Mateo 2.

### Comentarios
Las palabras de los ángeles a los pastores revelan que Jesús es el Salvador, el Mesías y el Señor. La divinidad del niño Jesús no es evidente, por lo que los ángeles deben anunciarla.

Necesita ser manifestado lo que de suyo es oculto, no lo que es patente. El cuerpo del recién nacido era manifiesto; pero su divinidad estaba oculta, y por tanto era conveniente que se
manifestara aquel nacimiento por medio de los ángeles, que son ministros de Dios; por eso apareció el ángel rodeado de claridad, para que quedase patente que el recién nacido era “el esplendor de la gloria del Padre”.

Las palabras de los ángeles señalan que la llegada del Salvador trae los mayores dones: la gloria de Dios y la paz para los hombres. La adoración de los pastores refleja que la salvación de Cristo es para todos, independientemente de su origen o condición.

Los pastores eran israelitas; los magos, gentiles; aquéllos vinieron de cerca; éstos, de lejos, pero unos y otros coincidieron en la piedra angular.

El evangelista dice de los pastores, que fueron deprisa a Belén, porque como pone de manifiesto Ambrosio de Milán: «nadie busca a Cristo perezosamente».

## Circuncisión y nombramiento (2:21)
.

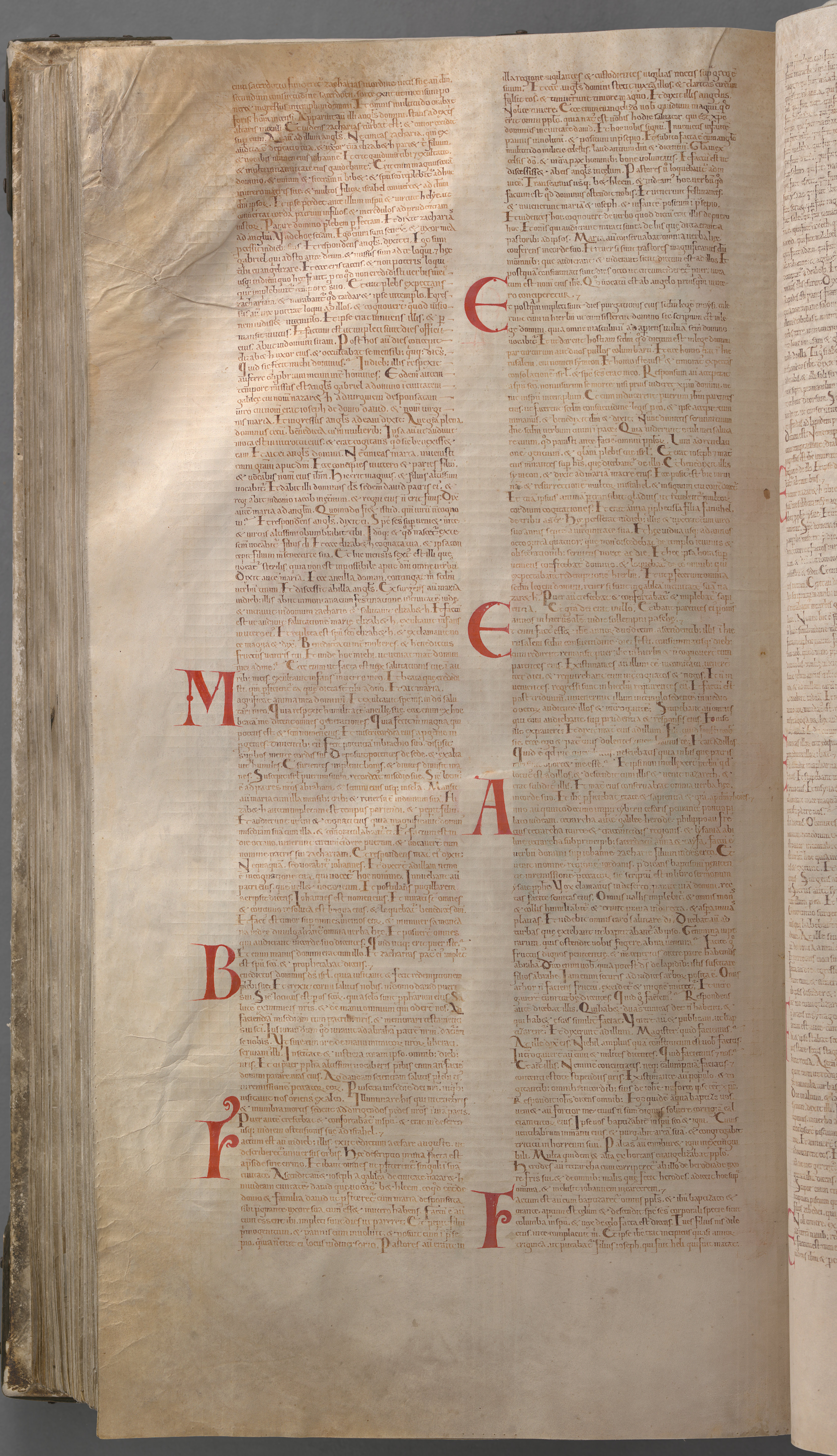
El texto latino de Lucas 1:8-3:23 en Codex Gigas

Lucas cuenta cómo José y María tienen a su hijo circuncidado al octavo día después de nacer,Lucas 2:21 y le ponen el nombre de Jesús, como Gabriel le había dicho a María que hiciera en Lucas 1:31. El teólogo protestante Jeremy Taylor argumenta que la circuncisión de Jesús demostró su naturaleza humana a la vez que cumplía la ley de Moisés y si Jesús hubiera estado incircunciso, habría hecho a los judíos sustancialmente menos receptivos a su Evangelismo..

### Comentarios
En el Antiguo Testamento, la circuncisión marcaba la entrada de un varón al pueblo elegido, según la orden de Dios a Abrahán. Este rito incluía una operación, bendiciones e imposición del nombre. José y María cumplieron con esta obligación legal, destacando la inserción de Jesús en su pueblo. En el Concilio de Jerusalén, los Apóstoles reemplazaron este rito por el Bautismo, que incorpora al cristiano a la Iglesia, el nuevo Pueblo de Dios.

## Presentación en el Templo (2:22-38)

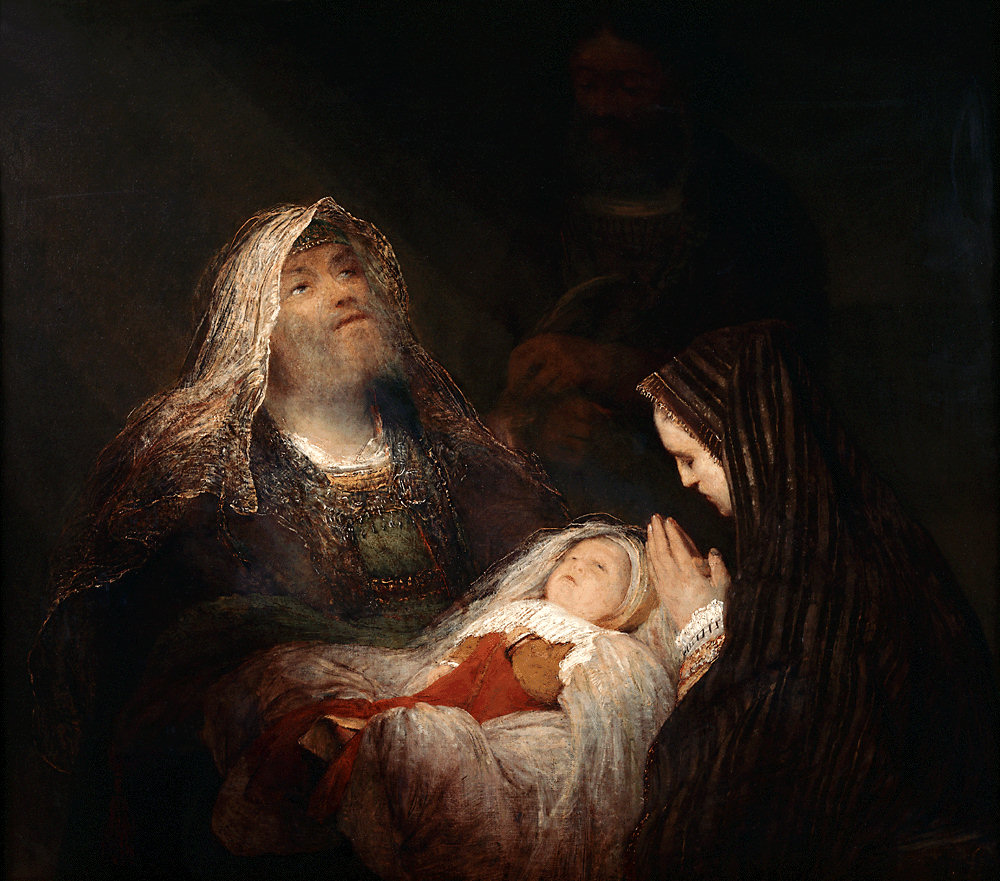
El canto de alabanza de Simeón (también muestra a Ana) por Aert de Gelder, alrededor de 1700-1710

.

### Versículo 22
Y cuando se cumplieron los días de su purificación según la ley de Moisés, lo llevaron a Jerusalén, para presentarlo al Señor;'
La ley en Leviticus 12:1-8 requiere que después del nacimiento de un hijo varón, una madre sea considerada como 'impura' durante siete días y se requiere que permanezca en casa durante otros 33 días, después de lo cual, en el día 40, un sacrificio debe ser ofrecido para su purificación, que sólo se puede hacer en Jerusalén. Algunas traducciones se refieren a «su purificación», pero era María, no su hijo, quien necesitaba ser purificada, y aunque María no estaba contaminada por la concepción, el parto y dar a luz a Jesús, que no tenía impureza en su naturaleza (aunque fue hecho pecado por su pueblo), ella todavía estaba bajo esta ley de purificación, de modo que se cumplieron todos los requisitos posibles de la ley (cf. Gálatas 4:4)..
«Los días de su purificación» o «su purificación» (en hebreo: ימי טהרה‎, yə-mê ṭā-ho-rāh, en Levítico 12:4 y Levítico 12:6) deben cumplirse o realizarse en el momento descrito por Maimónides:

una nueva madre no trae su ofrenda en el cuadragésimo día para un varón, ni en el octogésimo día para una hembra, sino después de que se pone el sol: y ella trae su ofrenda al día siguiente, que es el día cuarenta y uno para un varón, y el día ochenta y uno para una hembra: y este es el día del que se dice, [en] HE, y «cuando los días de su purificación se cumplan para un hijo, o para una hija, ella traerá...

 Este fue el momento en que ellos, José y María, llevaron al niño Jesús, al Temple en Jerusalén para completar la purificación ritual de María y proporcionar el sacrificio especificado en la Ley de Moisés, en el que ella tomó la opción prevista para los pobres (aquellos que no podían permitirse un cordero) en Levítico 12:8, sacrificando «un par de palomas o dos pichones. « Esto se hacía en la puerta oriental, llamada la puerta de Nicanor, especialmente para:
las mujeres, sospechosas de adulterio, para beber, y purificaba a las madres recientes, y limpiaba a los leprosos.
Luego, presentaron a Jesús a Dios a través del sacerdote, su representante. Aquí apareció María con su hijo primogénito, el verdadero Mesías, marcando la primera vez de la venida de Jesús a su templo, como se había predicho (Malaquías 3:1).
La presentación de Jesús en el Templo lo introduce oficialmente en el judaísmo y concluye la narración del nacimiento en el Evangelio de Lucas. Dentro del relato, «la narración de Lucas de la Presentación en el Templo combina el rito de purificación con la ceremonia judía de la redención de los primogénitos (Lucas 2:23-24).»
En el Templo, se encuentran con Simeón y Ana. Simeón había estado esperando al Cristo, y cree que Jesús es él. Simeón reza el Nunc dimittis (Cántico de Simeón) y le dice a María «Este niño está destinado a causar la caída y el levantamiento de muchos en Israel, y a ser una señal contra la que se hablará, para que se revelen los pensamientos de muchos corazones. Y una espada atravesará también tu propia alma». Ana, una anciana viuda que pasaba todo el tiempo en el templo rezando, viene también y alaba a Jesús.

### Comentarios
La Sagrada Familia va a Jerusalén para cumplir dos leyes de Moisés: la purificación de María y el rescate del primogénito. En esta ocasión, Jesús se presenta a Israel y así lo refrenda la Iglesia católica: «La Presentación de Jesús en el Templo lo muestra como el Primogénito que pertenece al Señor»
Simeón y Ana, ancianos, representan al Israel fiel que espera al Salvador y alaban a Dios al ver cumplidas sus esperanzas. Según la ley, los primogénitos pertenecían al Señor y debían ser rescatados si no eran de la tribu de Leví, con un pago en el Templo. La madre, considerada impura tras dar a luz, debía acudir al Templo para purificarse y ofrecer un sacrificio, generalmente una res menor o, si era pobre, dos tórtolas o pichones. Aunque Jesús y María no necesitaban cumplir este precepto, José y María lo hicieron, ofreciendo el sacrificio de los pobres.

«¿Aprenderás con este ejemplo (…) a cumplir, a pesar de todos los sacrificios personales, la Santa Ley de Dios? ¡Purificarse! ¡Tú y yo sí que necesitamos purificación! —Expiar, y, por encima de la expiación, el Amor.—Un amor que sea cauterio, que abrase la roña de nuestra alma, y fuego, que encienda con llamas divinas la miseria de nuestro corazón».

Simeón, guiado por el Espíritu Santo, pronuncia palabras muy significativas. Reconoce a Jesús como el Mesías esperado, la gloria de Israel, y también como luz y salvación para todos los pueblos. Sin embargo, según el plan de Dios, Jesús será ruina y resurrección de Israel y su misión será un signo de contradicción que hará que muchos caigan. Así, se inicia la mezcla de dolor y gozo que acompañará toda la vida de Jesús.
Finalmente, «la espada de dolor predicha a María anuncia otra oblación, perfecta y única, la de la Cruz que dará la salvación que Dios ha preparado “ante todos los pueblos”» Por el hecho de dirigirse a María, entendemos la participación de la Virgen en el sacrificio de Cristo: 

El anuncio de Simeón parece como un segundo anuncio a María, dado que le indica la concreta dimensión histórica en la cual el Hijo cumplirá su misión, es decir en la incomprensión y en el dolor. Si por un lado, este anuncio confirma su fe en el cumplimiento de las promesas divinas de la salvación, por otro, le revela también que deberá vivir en el sufrimiento su obediencia de fe al lado del Salvador que sufre, y que su maternidad será oscura y dolorosa.

El testimonio de laprofetisa Ana es similar al del anciano Simeón. Simeón esperaba la consolación de Israel y Ana esperaba la redención de Jerusalén. Se concluye de estos pasajes que el nacimiento de Cristo ha sido manifestado por tres clases de testigos y de tres modos distintos: primero, por los ángeles que lo anuncian; segundo, por los pastores tras la aparición de los ángeles; y, en tercer lugar, por Simeón y la profetisa Ana, movidos por el Espíritu Santo. Así pues, quien como Simeón y Ana persevera en la piedad y en el servicio a Dios se convierte en instrumento apto del Espíritu Santo para dar a conocer a Cristo a los demás.

## Vuelta a Nazaret y primera infancia (2:39-40)
En los versículos 39-40, la familia regresa a Nazaret de Galilea, donde Jesús crece y se hace fuerte y sabio. Recibe el favor o la gracia de Dios. A diferencia de los evangelios apócrifos, no se encuentran relatos preternaturales de la infancia de Jesús en Lucas, ni en ninguno de los cuatro evangelios canónicos. El versículo 40 se repite en el 52: El pietista luterano Johann Bengel sugiere que el Versículo 40 se refiere al período comprendido entre su primer y su duodécimo año, cuando Jesús creció corporalmente, mientras que el Versículo 52 abarca el período comprendido entre su duodécimo y su trigésimo año, cuando su progreso es un aumento espiritual hacia la «plena perfección».

### Comentarios
Nazaret no se menciona en el Antiguo Testamento, aunque las excavaciones muestran que ha estado habitada desde hace más de mil años. Era un pequeño conjunto de casas modestas, en su mayoría excavadas en un cerro de la Baja Galilea, donde unas pocas familias judías vivían de la agricultura y la ganadería. Había algunos artesanos, como José, que ofrecían diversos servicios. En tiempos de Jesús, existía una tradición que atribuía a figuras como Moisés o Samuel una inteligencia notable desde la niñez. El evangelista destaca las capacidades de Jesús, pero pronto mostrará que Jesús es mucho más grande que estos personajes.
Por otro lado, Beda el Venerable explica la niñez de Jesús dela siguiente manera:

Nuestro señor Jesucristo en cuanto niño, es decir, revestido de la fragilidad de la naturaleza humana, debía crecer y robustecerse; pero en cuanto Verbo eterno de Dios no necesitaba fortalecerse ni crecer. De donde muy bien se le describe lleno de sabiduría y de gracia.

## Jesús niño en el Templo (2:41-50)

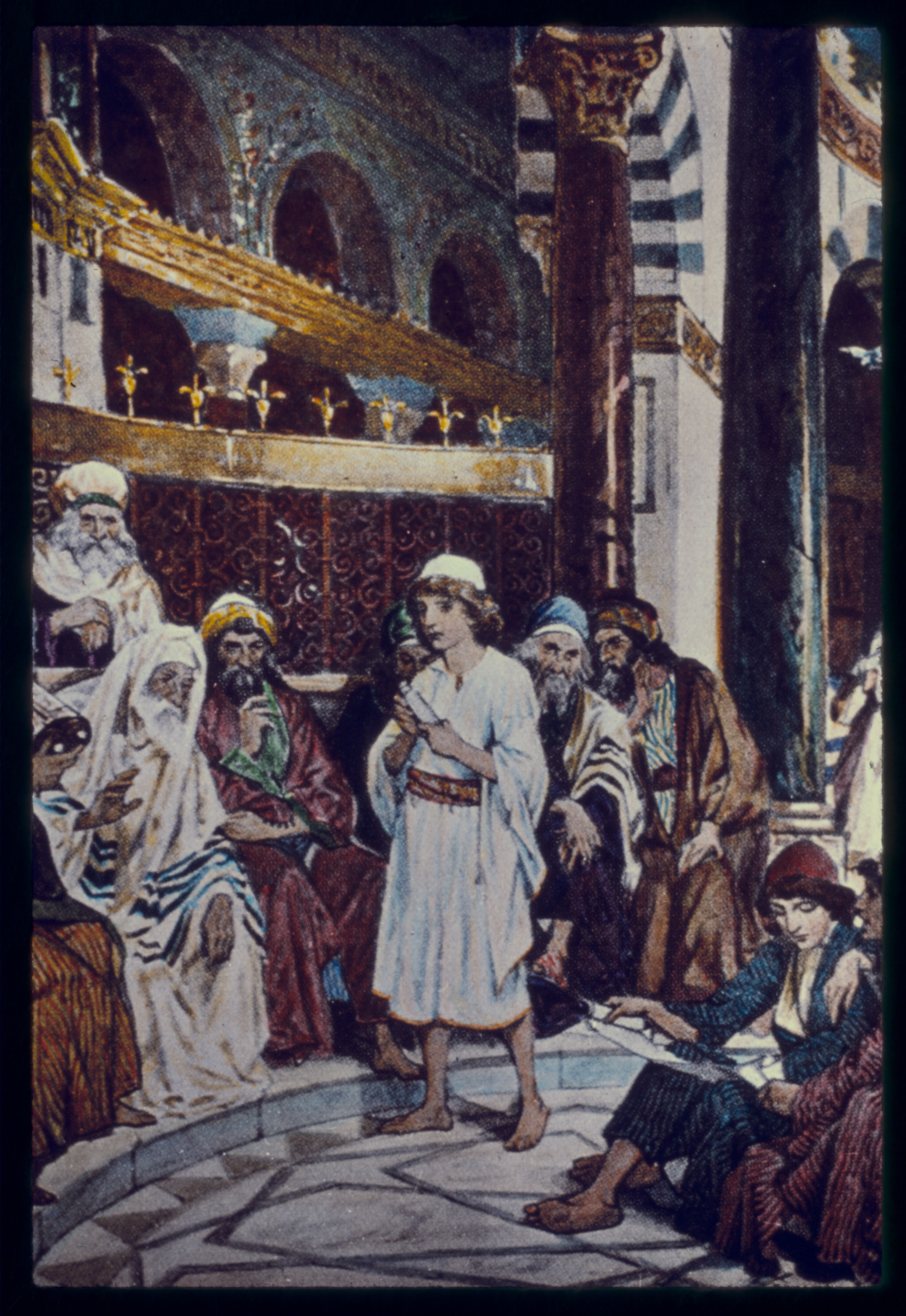
«Jesús... buscando instrucción de los doctores de la ley» (Lucas 2:41-50) por William Hole (1846-1917). Colección de fotografías de G. Eric y Edith Matson.

A continuación, el Evangelio ofrece el único relato de la infancia de Jesús en los Evangelios canónicos. Cuando Jesús tiene doce años su familia viaja a Jerusalén para la fiesta de la Pascua. Se marchan con un numeroso grupo de parientes y amigos y al cabo de un día se dan cuenta de que Jesús no está con ellos. Vuelven a Jerusalén y después de tres días de búsqueda lo encuentran en el templo hablando con los maestros del templo. Sus padres le regañan por haberse escapado, pero Jesús les responde que deberían haber sabido dónde estaba. «¿No sabíais que tenía que estar en la casa de mi Padre? (o en los asuntos de mi Padre)?" Su familia no entiende de qué está hablando. Todos se dirigen entonces a Nazaret.

### Comentarios
Una característica del Evangelio de la infancia es que apenas se registran obras o palabras de Jesús; más bien, aprendemos quién es Jesús a través de las acciones y palabras de otros personajes en la narración. Sin embargo, este episodio marca un cambio en ese enfoque. El ángel había proclamado la filiación divina de Jesús en el anuncio, y poco después, la voz del cielo lo confirmará en el Bautismo. Entre estos dos testimonios, Jesús mismo afirma su identidad con sus propias palabras.

El hallazgo de Jesús en el Templo es el único suceso que rompe el silencio de los Evangelios sobre los años ocultos de Jesús. Jesús deja entrever en ello el misterio de su consagración total a una misión derivada de su filiación divina.Catecismo de la Iglesia Católica, n. 534

Los Ácimos y la Pascua eran una de las tres fiestas en las que los hombres de Israel debían peregrinar al Templo de Jerusalén. Aunque no era obligatorio para mujeres y niños, las familias devotas solían llevarlos desde pequeños. La pérdida de Jesús en esta multitud es comprensible, ya que Jerusalén triplicaba su población durante estas festividades. Sin embargo, Jesús no era un niño común ni simplemente más sabio que los demás: era el Hijo de Dios. El intercambio entre Jesús y su Madre es sorprendente por su aparente desapego, pero es importante entenderlo en el contexto de la mentalidad semita, que favorece los contrastes y las antítesis.
Como indica y afirma Ambrosio de Milán
{{cita|Jesús no les reprende porque le busquen como hijo, sino que les hace levantar los ojos de su espíritu para que vean lo que se debe a Aquel de quien es Hijo Eterno..

## Infancia tardía y juventud (2:51-52)
.
Jesús sigue creciendo y floreciendo tanto en sabiduría y estatura como en el favor de Dios y de los hombres. Esto refleja el Versículo 40, y completa los primeros años de Jesús. Lo siguiente que vemos de él es en Lucas 3, versículo 21, cuando es bautizado por Juan el Bautista.

### Comentarios
Lucas concluye los relatos de la infancia de Jesús con un resumen de su vida y la de María durante esos años, utilizando tres frases breves pero llenas de significado, que funcionan como un estribillo en el Evangelio de la infancia. Jesús les estaba sujeto. En el episodio anterior, Jesús se muestra obediente a la voluntad del Padre; para Jesús, obedecer a Dios también implica obedecer a sus padres. San Agustín lo refleja en pocas palabras: «Cristo, a quien estaba sujeto el universo, se sujetó a los suyos» y Josemaría Escrivá lo comenta de la siguiente forma:

Jesús «crecía». Si toda la vida de Cristo es Revelación del Padre, también «esos años ocultos del Señor no son algo sin significado, ni tampoco una simple preparación de los años que vendrían después: los de su vida pública. (…) Dios desea que los cristianos tomen ejemplo de toda la vida del Señor: (…) el Señor quiere que muchas almas encuentren su camino en los años de vida callada y sin brillo»

## Usos
Los Versículos 1-19 se leen habitualmente durante las representaciones del Nacimiento como parte de la celebración de la Navidad. Versículos 29-32, el Nunc dimittis, con el Gloria Patri, forman parte de Vísperas en el Book of Common Prayer en la Iglesia de Inglaterra..

### Música
La versión King James de los Versículos 8-11 y 13-14 de este capítulo se cita como texto en el oratorio en lengua inglesa «El Mesías» de George Frideric Handel (HWV 56).